# Nimelen
Nimelen (rusky Нимелен) je řeka v Chabarovském kraji v Rusku. Je 311 km dlouhá. Povodí má rozlohu 14 100 km².

## Průběh toku
Pramení na horském hřbetu Jam-Aliň. Ústí zleva do Amguně (povodí dolního toku Amuru).

## Vodní režim
Zdroj vody je převážně dešťový. Nejvyšších vodních stavů dosahuje od května do září. Průměrný roční průtok vody ve vzdálenosti 41 km ústí činí 118 m³/s.